# Gótská válka (535–554)
Gótská válka byl konflikt mezi Byzantskou říší za vlády císaře Justiniána I. a Ostrogótským královstvím (oficiálně nazývaným Italské království), který se odehrál v letech 535 až 554 na Apeninském poloostrově, v Dalmácii, na Sardinii, na Sicílii a na Korsice. Východořímský císař Justinián I. se snažil znovu získat provincie bývalé Západořímské říše, které Římané ztratili ve válkách s germánskými kmeny v předchozím století, a de facto tak obnovit jednotnou Římskou říši. Válka následovala po slavném byzantském dobytí provincie Afrika, kde Byzanc porazila jiný germánský kmen, Vandaly, když vojevůdce Belisar v září roku 533 vstoupil vítězoslavně do Kartága, a Byzanc tak ovládla většinu severní Afriky. I útok na Itálii pak vedl Belisar.
Historici obyčejně dělí válku do dvou fází: První probíhala od roku 535 do roku 540. Byzantinci v ní velmi rychle dobývali jedno území za druhým. Tato fáze končí pádem ostrogótského hlavního města Ravenny a ovládnutím Itálie byzantskými vojsky. Druhá fáze (540–553) začala tím, že se ostrogótskému králi Witigesovi podařilo získat na svou stranu perského krále Husrava I., který začal plenit Sýrii, Palestinu a zejména Antiochii, z níž zbyly jen ruiny. Belisar byl převelen na blízkovýchodní bojiště a Ostrogótové se v Itálii vrhli do protiofenzivy, vedeni vojevůdcem a brzy i králem Totilou. Tato ofenziva byla odražena až po dlouhém boji byzantským generálem Narsesem, který Totilu zabil v bitvě u Tagin. Narses v roce 554 souběžně odrazil vpád Franků a Alamanů, načež se Justinián ujal vlády v Itálii. Vyhlásil tzv. pragmatickou sankci, která říkala, že poměry se vracejí před ostrogótskou vládu, což doprovázely i rozsáhlé restituce.

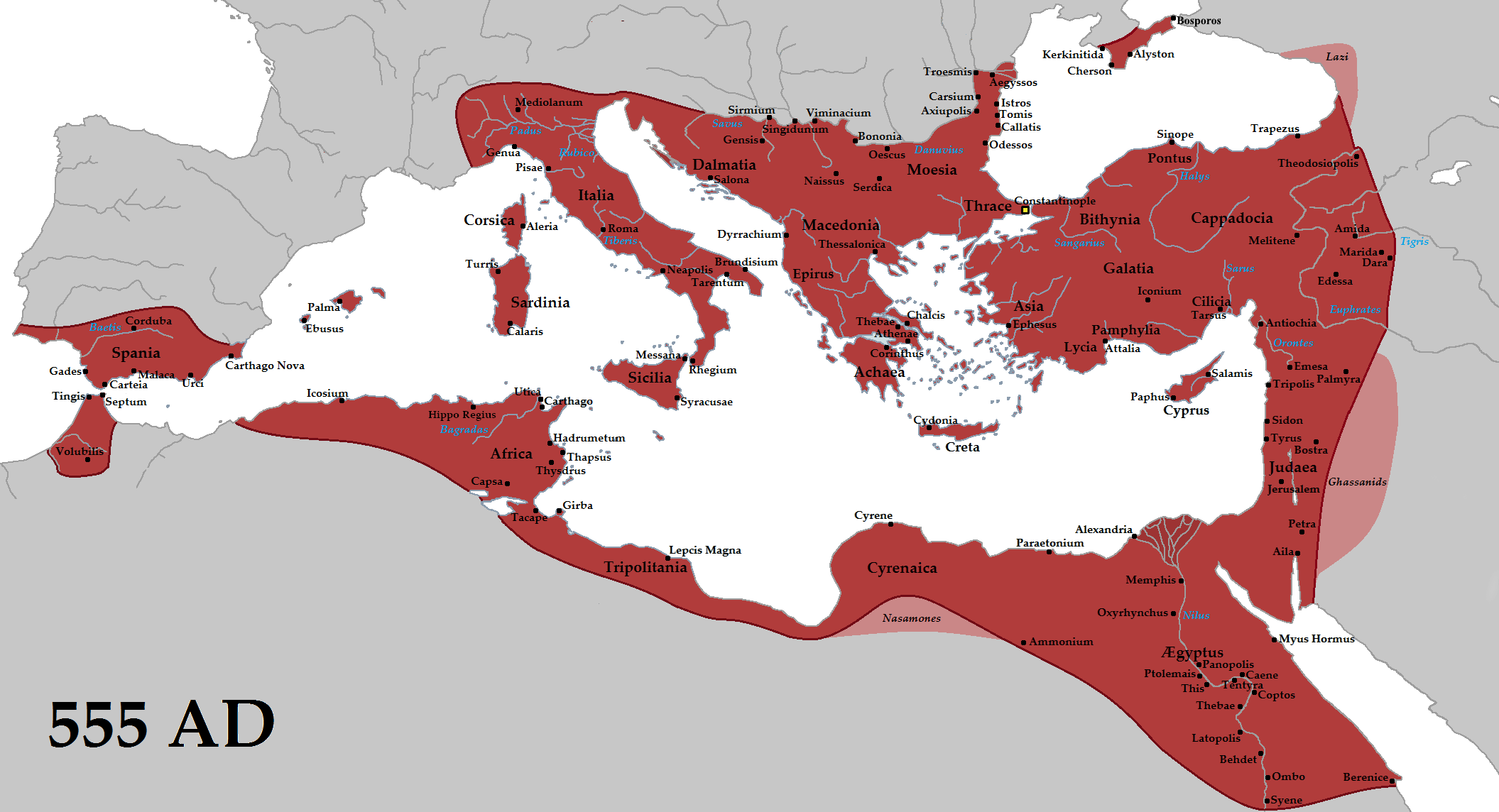
Justiniánova říše v roce 555 rozšířená o části bývalé Západořímské říše

Římská říše se tak vrátila v plné slávě, ale jen na malou chvíli. Byzantská vláda v Itálii byla velmi komplikovaná. Země byla válkou zdevastovaná a vylidněná. Navíc několik měst v severní Itálii se proti Byzantincům bránilo až do roku 562. Byzanc tak nebyla schopna zastavit invazi Langobardů v roce 568. Na území Itálie pak vzniklo Langobardské království a Byzanc natrvalo ztratila kontrolu nad většinou Apeninského poloostrova. Udržela se jen na Sicílii, na jižním cípu poloostrova a kolem Říma. Gótskou válku zachytili historici Jordanes a Prokopios z Kaisareie.